# Myochrous intermedius
Myochrous intermedius är en skalbaggsart som beskrevs av Blake 1950. Myochrous intermedius ingår i släktet Myochrous och familjen bladbaggar. Inga underarter finns listade i Catalogue of Life.